# ジョン・チェットウィンド＝タルボット (初代タルボット伯爵)

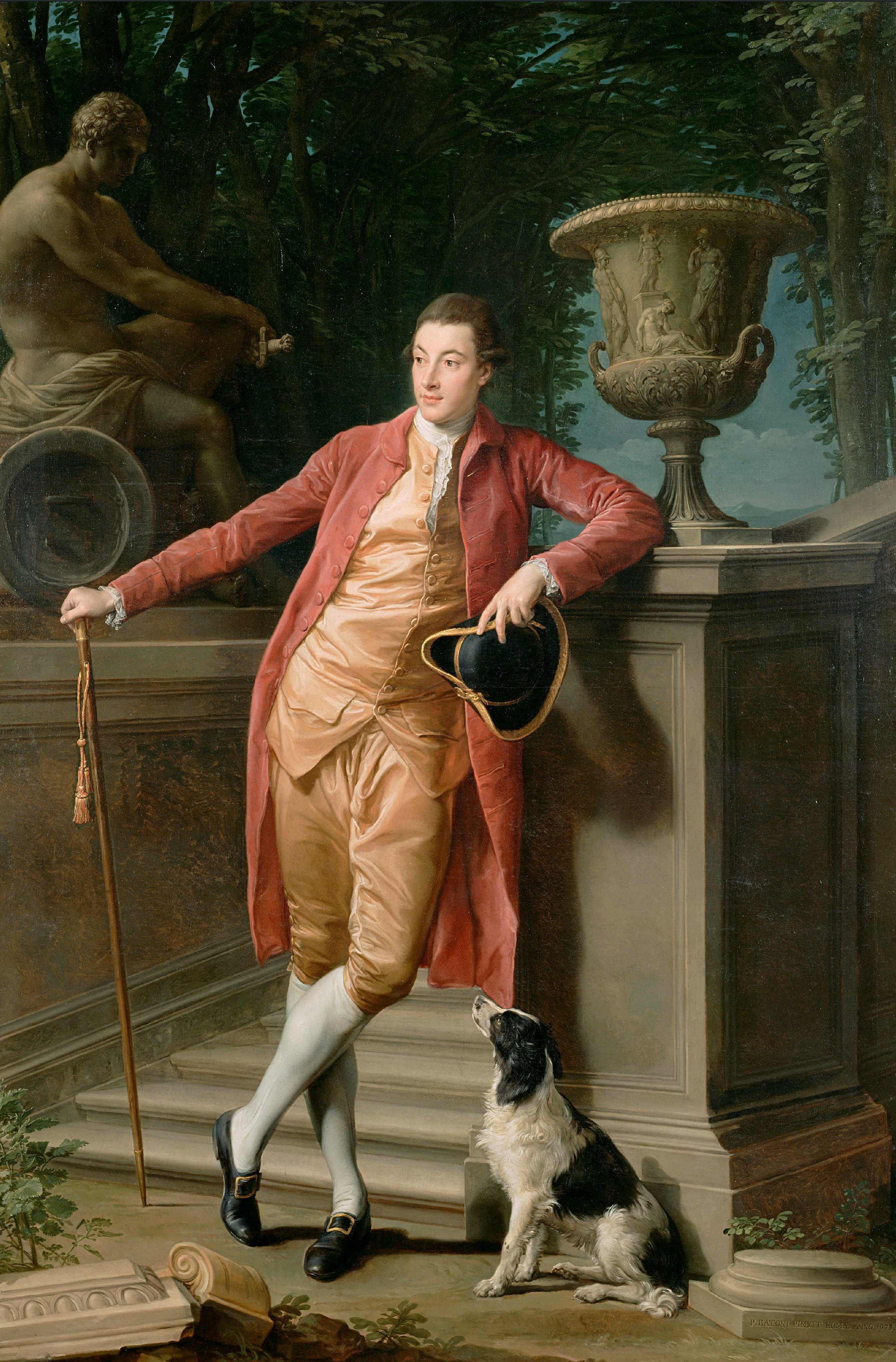
ポンペオ・バトーニによる肖像画、1773年画。

初代タルボット伯爵ジョン・チェットウィンド＝タルボット（英語: John Chetwynd-Talbot, 1st Earl Talbot、1750年1月5日 – 1793年5月19日）は、グレートブリテン王国の政治家、貴族。1777年から1782年まで庶民院議員を務めた。

## 生涯
ジョン・タルボット閣下（1756年9月23日没、初代タルボット男爵チャールズ・タルボットの次男）と2人目の妻ヘンリエッタ・キャサリン・チェットウィンド（Henrietta Catherine Chetwynd、1722年9月13日 – 1785年1月20日、第2代チェットウィンド子爵ジョン・チェットウィンドの娘）の息子として、1750年1月5日に生まれ、2月25日にセント・クレメント・デーンズで洗礼を受けた。1760年よりイートン・カレッジで教育を受けた後、1766年2月10日にオックスフォード大学モードリン・カレッジに入学、1769年4月19日にM.A.の学位を修得した。
1777年5月、第12代サフォーク伯爵ヘンリー・ハワードの支持を得てキャッスル・ライジング選挙区の補欠選挙に出馬、無投票で当選した。庶民院では常にノース内閣を支持、1781年12月に下級商務卿（Lord of Trade）に任命された。以降第2次ロッキンガム侯爵内閣期の1782年5月に商務庁が一時的に廃止されるまで務めた。
1782年4月27日に父方の伯父にあたる初代タルボット伯爵ウィリアム・タルボットが死去すると、タルボット伯爵位（第1期）は廃絶したが、その従属爵位であったタルボット男爵位についてはジョンが継承した。1784年7月3日、グレートブリテン貴族であるスタッフォードシャーにおけるインガスターのインガスター子爵とグラモーガン州におけるヘンソルのタルボット伯爵に叙された。貴族院ではチャールズ・ジェームズ・フォックスの東インド法案に反対票を投じ、摂政法案をめぐる採決では小ピットを支持した。
1785年1月20日に母が死去すると、スタッフォードシャーにおける地所を継承、1786年4月19日に国王の認可状を得て「チェットウィンド」を姓に加えた。
1793年5月19日にロンドンのストラトフォード・プレイスで死去、インガスターで埋葬された。息子チャールズ・チェットウィンドが爵位を継承した。

## 家族

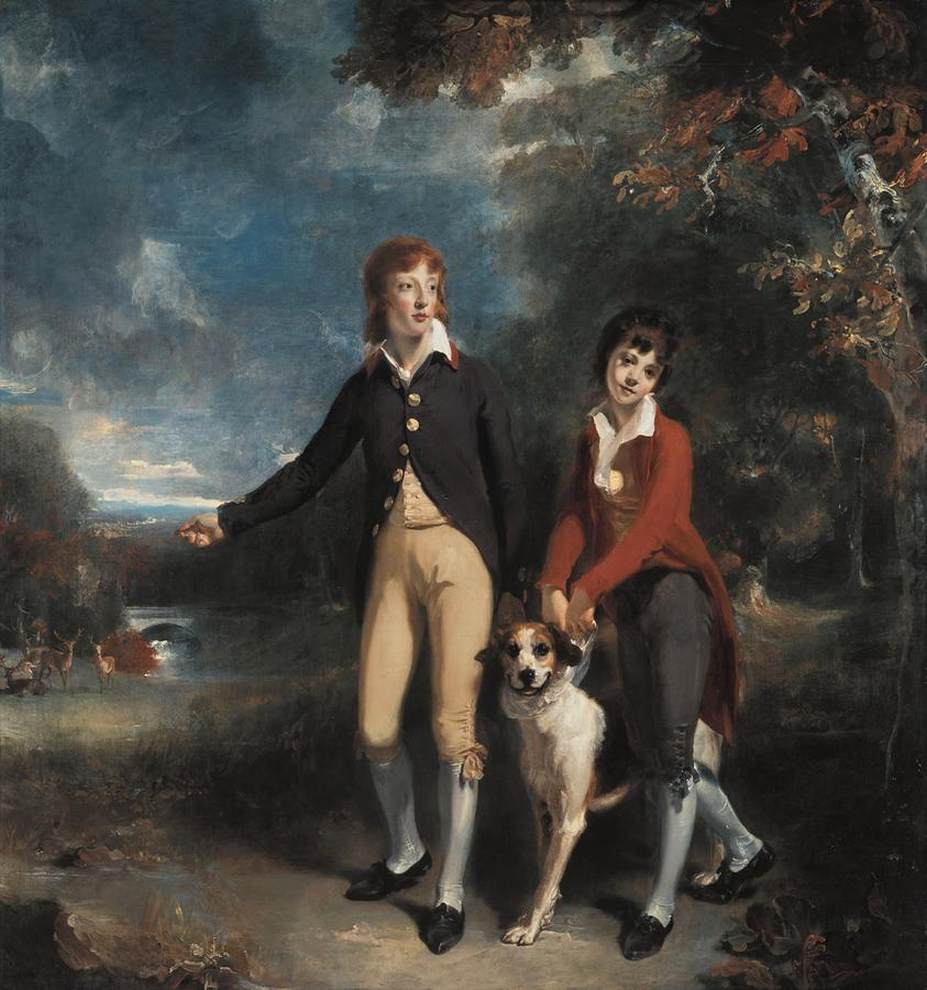
初代タルボット伯爵の2人の息子。トーマス・ローレンス画、1793年。

1776年5月7日、シャーロット・ヒル（Charlotte Hill、1754年5月15日 – 1804年1月17日、初代ダウンシャー侯爵ウィルズ・ヒルの娘）と結婚、2男をもうけた。
- チャールズ・チェットウィンド（1777年4月25日 – 1849年1月10日） - 第2代タルボット伯爵
- ジョン（1779年4月4日 – 1825年2月8日）